# Gabriel Cohn-Bendit

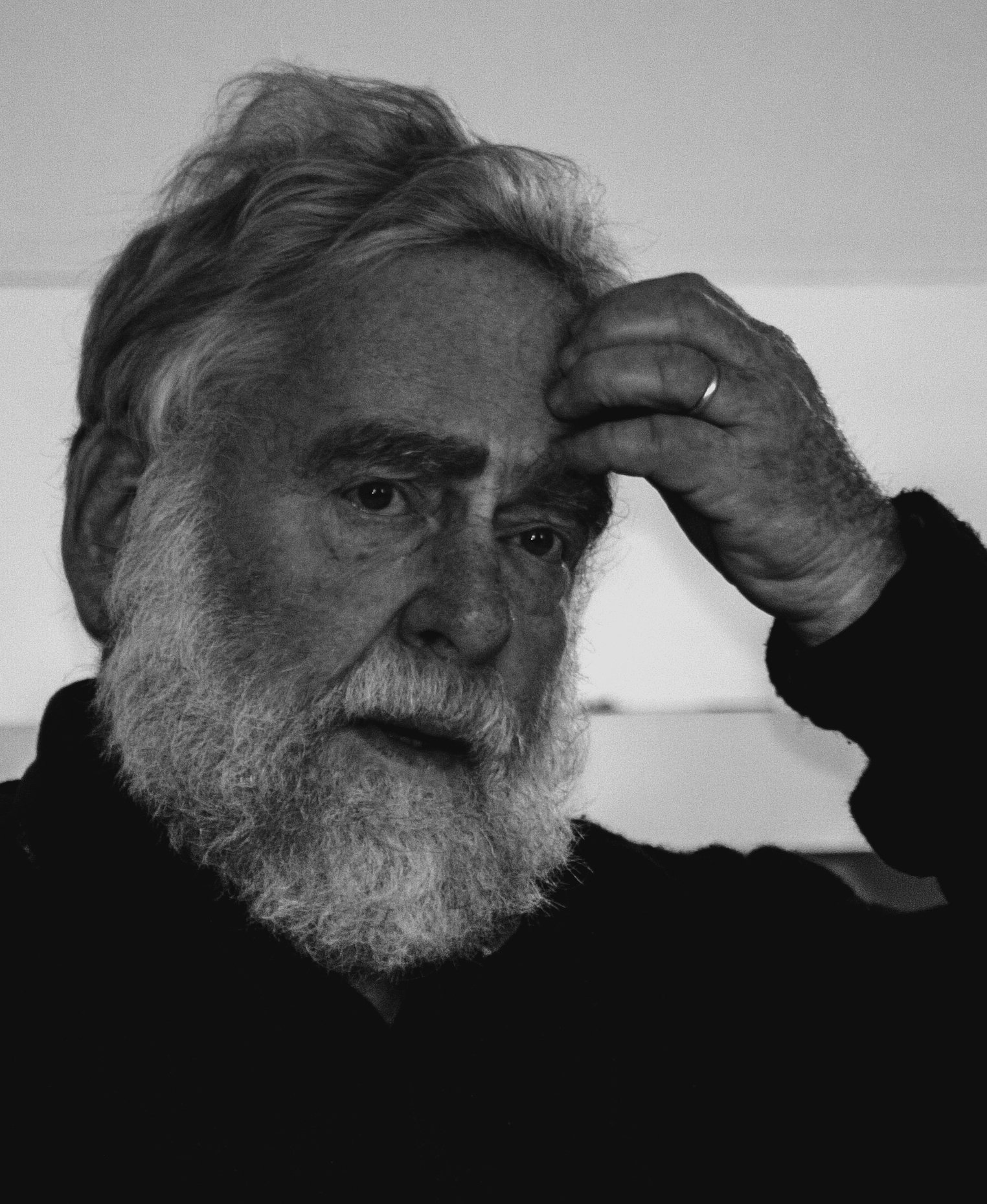
Gaby Cohn-Bendit (2011)

Jean-Gabriel „Gaby“ Cohn-Bendit (* 14. April 1936 in Montrouge ; † 17. Dezember 2021 in Toulouse) war ein französischer Reformpädagoge und politischer Aktivist.

## Leben
Gabriel Cohn-Bendit wurde 1936 in Montrouge bei Paris als Sohn des deutschen Rechtsanwalts Erich Cohn-Bendit und seiner Frau Herta Cohn-Bendit geboren. Seine Eltern hatten 1933 ins französische Exil gehen müssen, um der Verfolgung durch die Nationalsozialisten zu entkommen. Anders als sein Bruder Daniel Cohn-Bendit (* 1945), späterer Studentenführer und Grünen-Politiker, wurde er französischer Staatsbürger.
Er studierte an der Sorbonne in Paris. Cohn-Bendit trat 1956 in die Kommunistische Partei Frankreichs (PCF) ein, verließ diese aber später wieder und schloss sich – nach kurzer Sympathie für trotzkistische Strömungen – der Gruppe Socialisme ou barbarie und der Vereinigten Sozialistischen Partei (PSU) an. In der Zeit der 68er-Bewegung verkehrte er in linksextremen Kreisen. 1979 offenbarte er der Tageszeitung Libération seine libertäre linke politische Gesinnung und berichtete dabei über die Einflüsse des Trotzkismus. Später wurde er Mitglied der grünen Partei Frankreichs Europe Écologie-Les Verts.
Ab 1979 unterstützte er gemeinsam mit Éric Delcroix, Claude Karnoouh, Vincent Monteil und Jean-Louis Tristani in einer umstrittenen Publikation (1981) den Holocaustleugner Robert Faurisson in seinem Ansinnen auf freie Meinungsäußerung, was u. a. zum Konflikt mit der Ligue Internationale Contre le Racisme et l’Antisémitisme führte.
Cohn-Bendit war bis 1987 als Deutschlehrer in der Gemeinde Saint-Nazaire tätig, zuletzt an der 1982 von ihm gegründeten reformpädagogischen Schule Lycée expérimental de Saint-Nazaire. Im Schuljahr 1987/88 unterrichtete er als Ortskraft Deutsch am französischen Lycée in Ouagadougou, Burkina Faso. Anschließend kehrte er nach Frankreich zurück und wurde dort für „neue Erziehungsprojekte“ abgeordnet.
1989 gründete Cohn-Bendit das Groupement des retraités éducateurs sans frontières, später Groupement des Éducateurs sans Frontières (GREF), eine Organisation, die pensionierte Lehrkräfte für zeitlich begrenzte ehrenamtliche Einsätze in Länder des globalen Südens vermittelt, und arbeitete als ihr Generalsekretär, bis er 1996 in den Ruhestand trat. Im Dezember 2009 beantragte er zusätzlich zu seiner französischen Staatsangehörigkeit die Staatsangehörigkeit von Burkina Faso, die er 2010 erhielt.
Mehrmals schrieb er Offene Briefe an das Bildungsministerium, in denen er zu Reformen aufrief. Im Jahr 2001 wurde er von Kulturminister Jack Lang in den Conseil national de l’innovation pour la réussite scolaire berufen. 2004 gründete er das Réseau Éducation Pour Tous en Afrique (REPTA).
2002 kritisierten er und sein Bruder Daniel in einem Artikel («Arlette n’est pas une sainte», deutsch: Arlette ist keine Heilige) in der Zeitschrift Libération u. a. die trotzkistische Partei Lutte Ouvrière und deren Vorsitzende Arlette Laguiller. Für diese „Diffamierung“ wurde Gabriel Cohn-Bendit 2005 von einem Berufungsgericht zu einer Geldstrafe von 1500 Euro verurteilt.
Bei der Präsidentschaftswahl in Frankreich 2012 rief er öffentlich zur Wahl François Hollandes auf.

## Schriften (Auswahl)
- mit Daniel Cohn-Bendit: Linksradikalismus, Gewaltkur gegen die Alterskrankheit des Kommunismus. Aus dem Französischen übersetzt von Wolfgang Brokmeier. Rowohlt, Reinbek 1968.
- mit Éric Delcroix, Claude Karnoouh, Vincent Monteil und Jean-Louis Tristani: Intolérable intolérance. Éditions de la Différence, Paris 1981, ISBN 2-7291-0093-8.
- Nous sommes en marche. Flammarion, Paris 1999, ISBN 2-08-067744-6.
- L’école doit éduquer à la désobéissance: le lycée expérimental de Saint-Nazaire éd. L’Harmattan, Paris 2001.
- Lettre ouverte à tous ceux qui n’aiment pas l’école. Éditions Little big man, Paris 2003, ISBN 2-915347-22-0.
- A bas le Parti Vert! Vive l’écologie! Éditions Mordicus (= collection Coups de colère), Paris 2011, ISBN 978-2-918414-48-3.